# 샤 발레
샤 발레(티베트어: ཤ་བག་ལེབ)는 티베트의 소를 넣은 피 음식이다. 밀가루를 반죽해 만든 피에 고기 소를 넣고 기름에 지지거나 튀겨 낸다.

## 이름
티베트어 "샤발레(ཤ་བག་ལེབ)"는 "고기 빵"이라는 뜻이다. "샤(ཤ)"가 "고기"를 "발레(བག་ལེབ)"가 "빵"을 뜻한다.

## 같이 보기
- 파스테우
- 후슈르